# Indianola Records
Indianola Records ist ein US-amerikanisches Label aus Valdosta, Georgia.

## Geschichte
Indianola Records wurde 1999 John Giddens von Matt Shelton gegründet und veröffentlichte das Album Reflections on Tomorrow von Life Before.

## Bands

### Aktuell
- Provoke, Destroy

### Frühere
- A Day to Remember
- A Jealousy Issue
- A Prisoners Dilemma
- A Tragedy in Progress
- Acirema
- Across Five Aprils
- And Then There Was You
- Apparitions
- Bombshell
- Boys No Good
- Caldwell
- Casey Jones
- Evergreen Terrace
- Forgiven Rival
- Glory of This
- Gunmetal Grey
- HeartCakeParty
- Honour Crest
- Life Before
- Life in Your Way
- Lokyata
- Monday in London
- Mercury Switch
- Odd Project
- Oh, Manhattan
- Scream Out Loud
- Sleeping by the Riverside
- Strateia
- The Year Ends in Arson
- This Day Will Tell
- This Runs Through
- The Midnight Life
- We Are Action
- Wealth in Water
- When Cities Sleep
- Words Like Daggers
- Your Eyes My Dreams